# Venezuelai magyarok

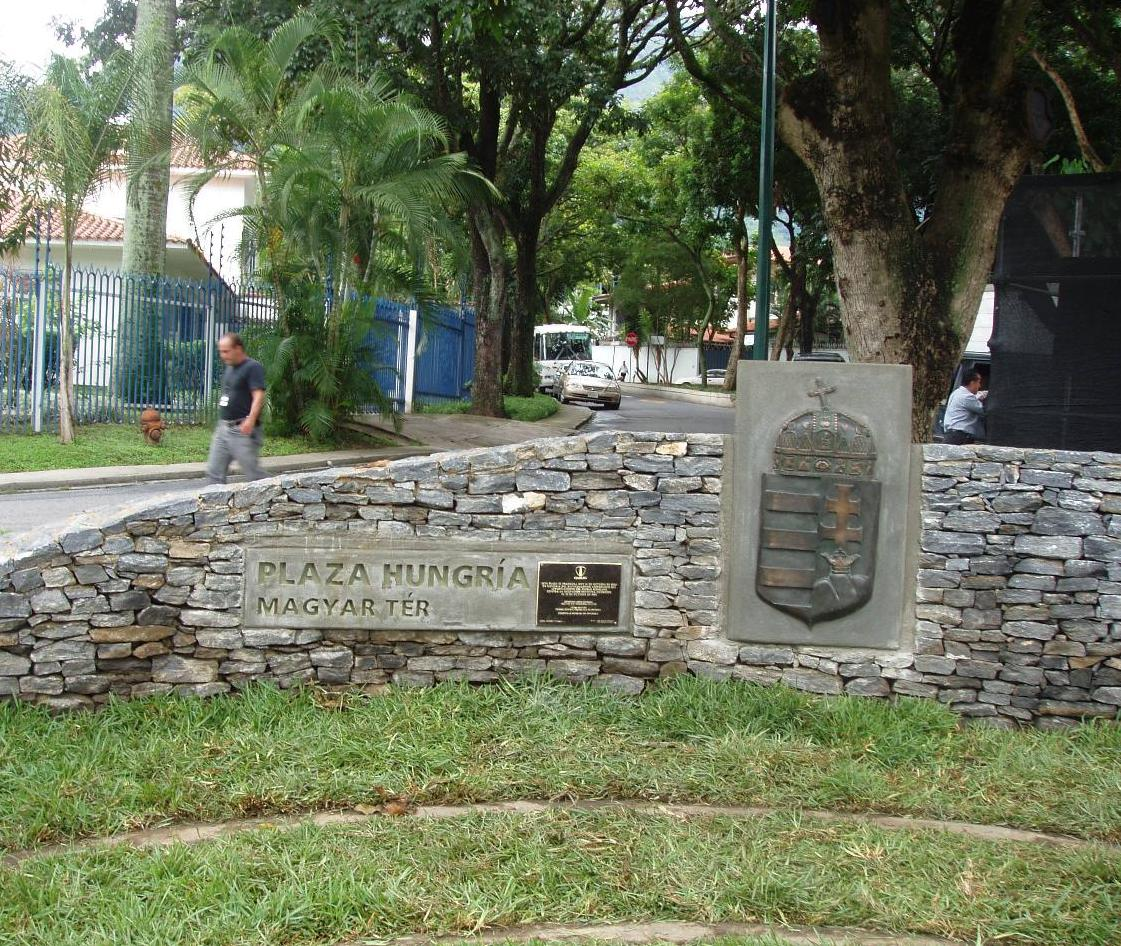
„Plaza Hungría” (Magyar tér), Caracasban, Venezuelában

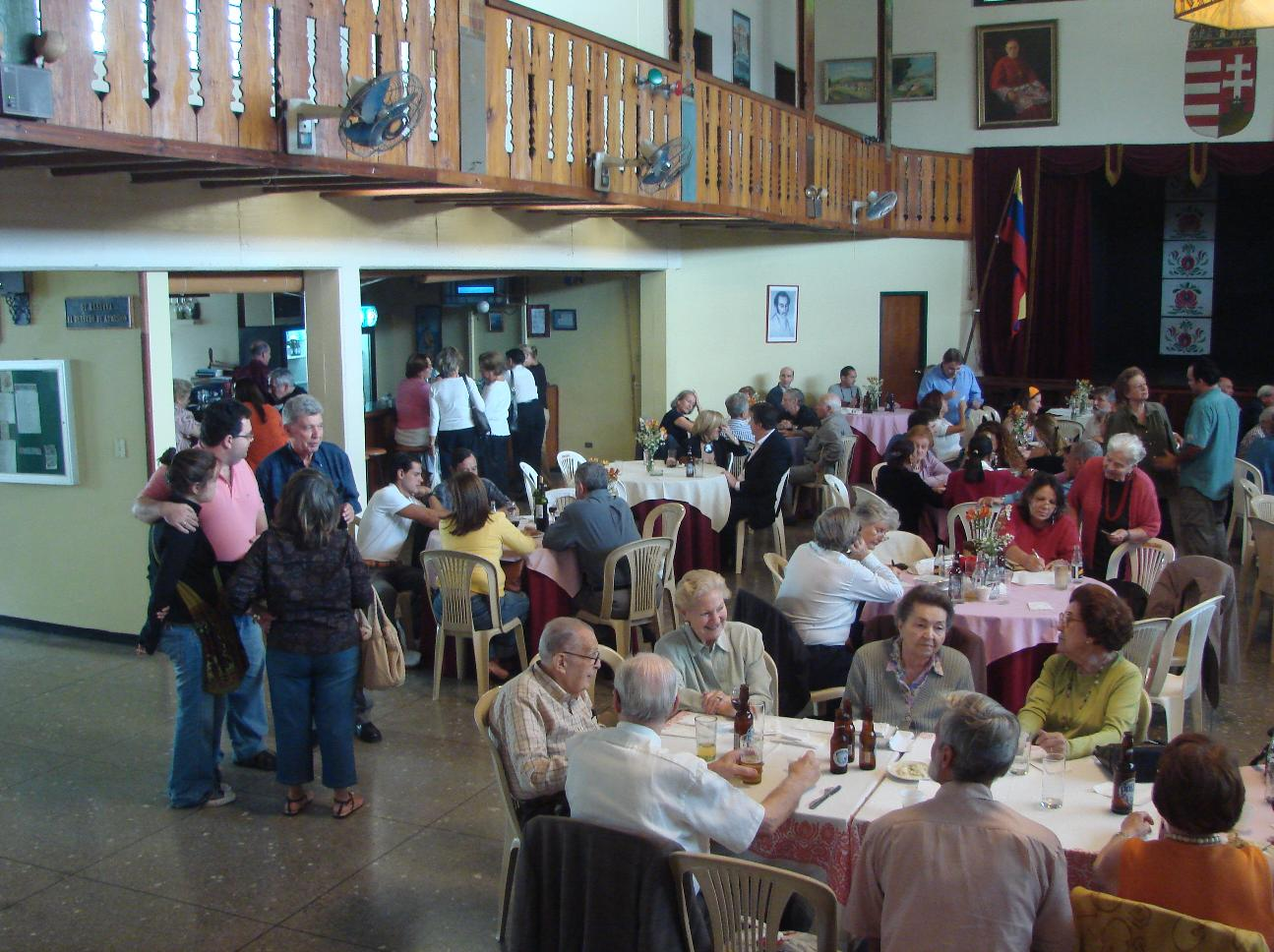
A venezuelai magyar ház, Caracasban

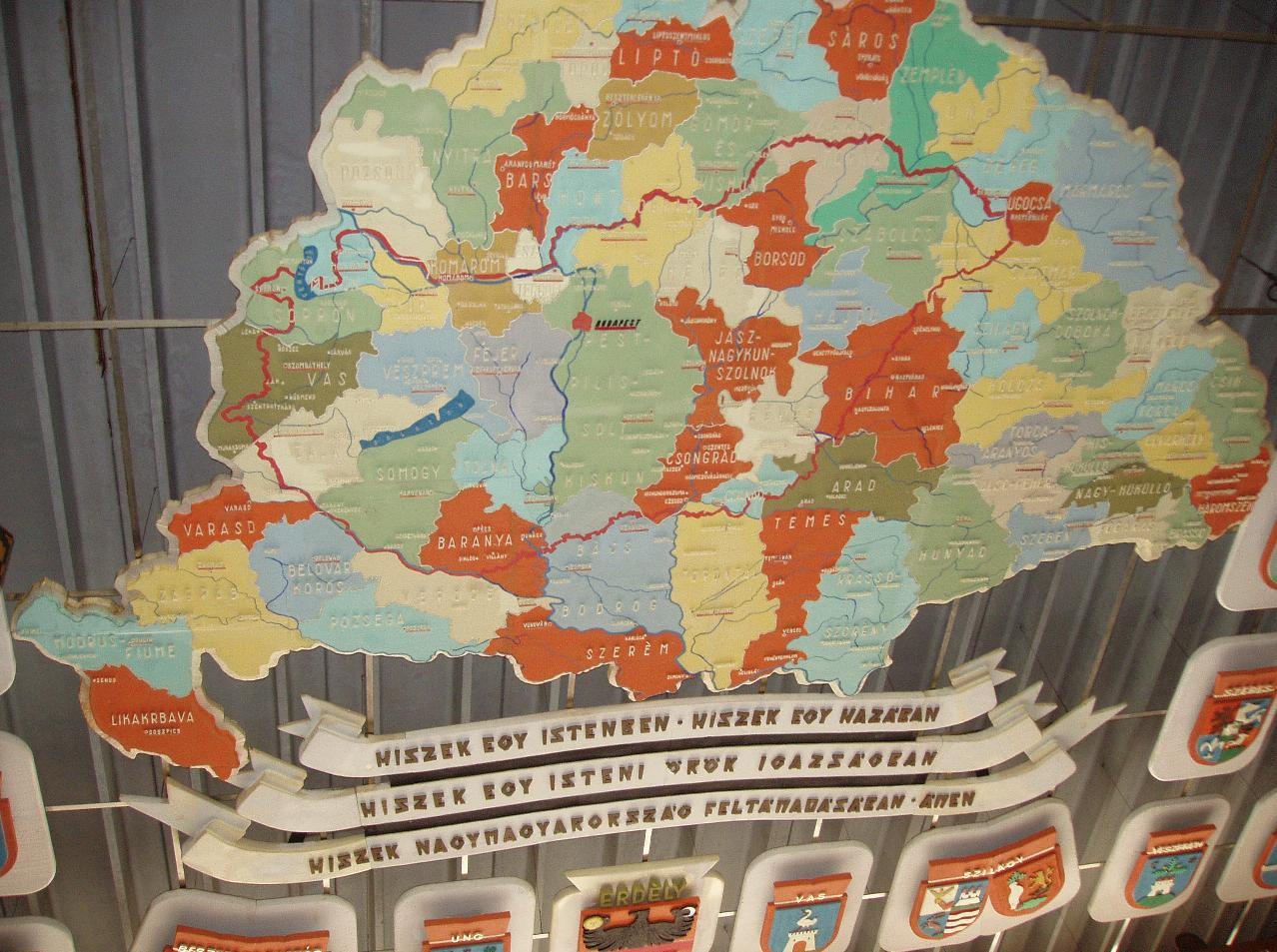
A venezuelai magyar ház mennyezete. Készítette Pirala Zoltán a Hibján, Bisits és Dózsa családok segítségével

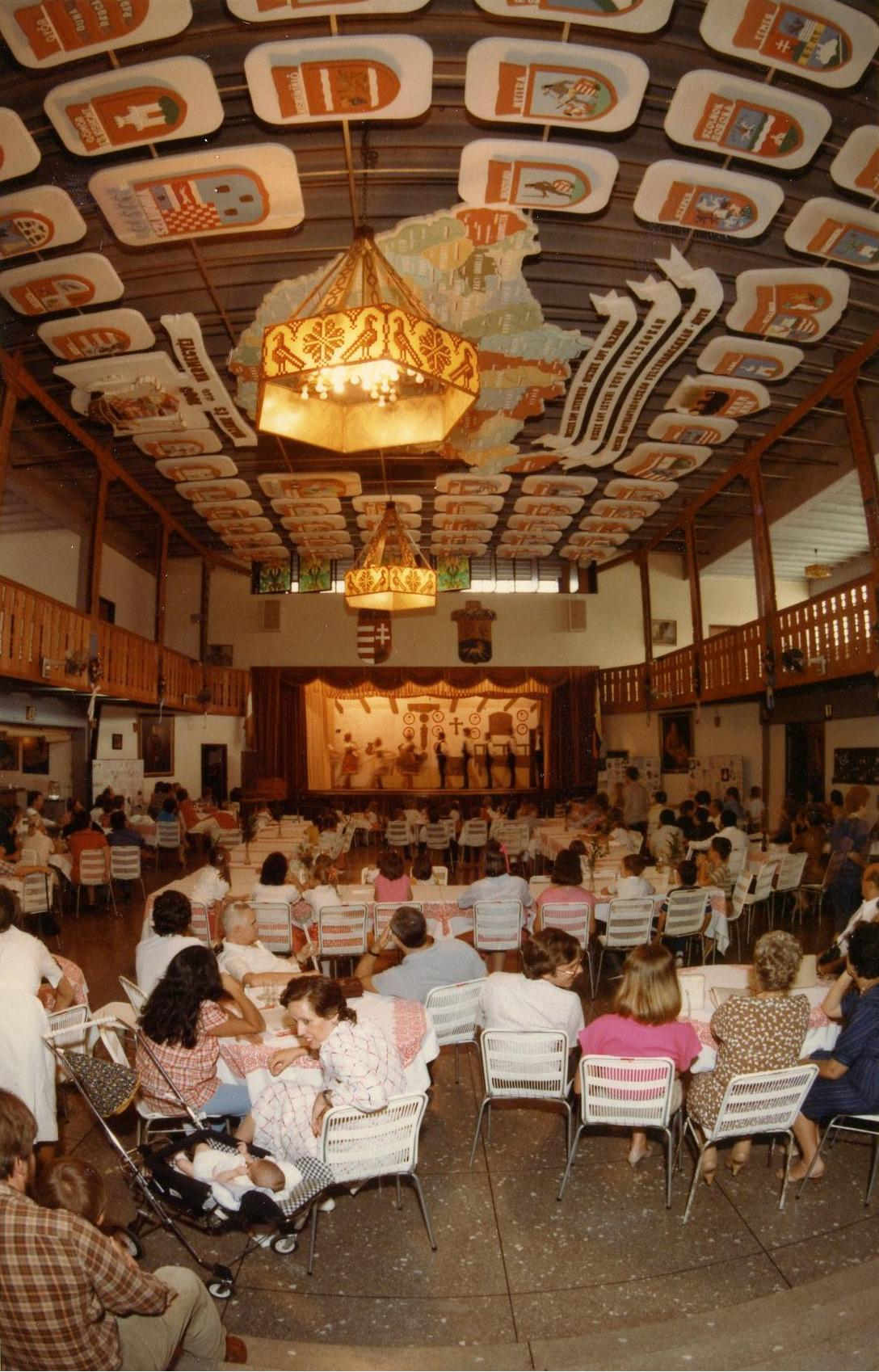
A venezuelai magyar ház belseje

A venezuelai magyar közösség főként azokból áll, akik a második világháború vagy az 1956-os forradalom után emigrálásra kényszerültek Venezuelába, Dél-Amerikába.

## A venezuelai magyar közösség történetéből

### A venezuelai Magyar Ház
Az 1947 és 1950 közötti időszakban Venezuelába kivándorolt magyarok első gyülekező helye egy bérelt villa (Quinta Mauraco) volt. Később, 1952-től egy tágasabb házba költözött; az Avenida Los Castañoson, Los Chorros negyedbe, Caracas keleti részébe. A Venezuelai Magyar Ház alapítóelnöke az egeresi születésű csíktusnádi dr. Betegh Péter volt, aki 1956. és 1957. között tevékenykedett; a második Somogyváry Mátyás (1916–1971), magyar királyi főhadnagy, aki 1957. és 1958 között volt a venezuelai Magyar Ház elnöke. Somogyváry Mátyást pedig Dolányi Tibor (1909–1973) mérnök követte, aki 1958. és 1959. között volt az elnöke.
1953-ban Egyedné Erzsébet magyar cserkész-főparancsnok kezdeményezésére megrendezésre került az első „Fehérbál”, mely a fiatal magyarok első, hivatalos bemutatása a kolóniában. Ez hagyomány lett, amit a mai napig még tartanak Venezuelában.
Az 1969-ben alapított venezuelai magyar kultúrház (Centro Cultural y Social Venezolano-Húngaro de Caracas) a legnagyobb Latin-Amerikában, ahol összesen tizennyolc magyar közösséget tartanak nyilván. Ezek között van a Szent Erzsébet Katolikus Nőegylet, a Gyöngyösbokréta és a Búzavirág néptánc együttesek, négy cserkészcsapat, a Magyar Történelmi Társaság, a Magyar Óvoda, a Venezuelai Magyar Kataszter Bizottság, és egyéb társadalmi szervezetek is.
A Gyöngyösbokréta néptáncegyüttes 1958-ban alakult ki, azonban a hatvanas évek vége felé megszűnt. 1973 júniusában, egy teljesen új generáció elhatározta, hogy feleleveníti a régi tánccsoportot. Ekkor az újjáalapító vezetők: Gazsóné Házos Enikö, Tedenholtné Juhász Stefánia, Diegoné Fedor Aliz voltak, akik hosszú évekig szorgalmasan dolgoztak a fejlesztése érdekében.
Caracasban lévő kultúrház épületét Gyömrey Kornél építész tervezte, és Kertész Tivadarné Edit koordinálta. Belsejében a magyar népi motívumokkal díszített faoszlopokat Rostonicsné Csík Vera festette, a hatalmas csillárokat és a tanácsterem üvegfestéseit Weiss Jolán készítette. Az egyik korai elnöke a magyar háznak dr. Fröhlich Lajos (1909–1974), klinikai orvos, aki ezt a tisztséget igen tevékenyen 1962 és 1964 között töltötte be, illetve a venezuelai magyar római katolikus egyház tanácsának elnöke is volt.
Caracasi Magyar Történelmi Társaság Venezuela fővárosában 1970-ben jött létre. Az alapító elnöke mutnai és nagycsépcsényi Vladár Ervin, aki 1970 és 1974 között töltötte be ezt a tisztséget, majd utána fia, dr. Vladár Pál (1925–2013) vette át az elnökségét. A venezuelai Magyar Történelmi Társaság keretén belün előadásokat, tanfolyamokat rendeztek, valamint kiadói tevékenységet is folytatott. Vladár Ervin a Magyarok Világszövetsége venezuelai tagozatának elnöke is volt. A Caracasi Magyar Történelmi Társaság elnökén kívül dr. Vladár Pál (1925–2013), a venezuelai Magyar Ház elnöke 1967 és 1969, 1971 és 1974 között, majd 1976-ban is volt, valamint a venezuelai református egyház gondnokaként is szolgált.
Egy másik tekintélyes tagja a venezuelai magyarságnak a miskolci születésű szotyori Nagy Tibor (1920–1995), aki dr. Vladár Pál gondnok mellett a venezuelai magyar református egyház presbitere volt. Szotyori Nagy Tibor először 1966 és 1967 között, majd 1974-ben ismét a venezuelai magyar ház elnöke volt. Régi háromszéki nemesi családból származott; szülei szotyori Nagy Zoltán (1886–1949), MÁV osztályfőnök, főfelügyelő és Sztrazsik Klara (1890–1962) voltak. Szotyori Nagy Tibor lelkes és aktív dolgozója volt a venezuelai magyar közösségnek az 1960-as és 1970-es években; hosszú évekig a venezuelai magyar cserkészet parancsnoka is volt.
A második világháború utáni első caracasi magyar ünnepséget, a Szent István-napot dengelegi Fényes Iván okleveles gépészmérnök, az Universidad Central tanára rendezte; Fényes Iván és családja igen aktív társadalmi szerepet töltöttek a caracasi magyar közösségben. Fényes Iván egyik leánya Báró Boeselager Wolfhardné Fényes Csilla, a Magyar Máltai Szeretetszolgálat egyik alapítója, másik lánya Kunckel Dietrichné Fényes Ildikó, a Latin-Amerikai Országos Magyar Szervezetek Szövetségének (LAMOSZSZ) elnöke volt.
Fenjves János (1924–2012), vállalkozó, Magyarország venezuelai tiszteletbeli főkonzulja volt. Az eredetileg "Friedman" név alatt született zsidó származású, munkatábort is megjárt Fenjves 1947-ben Zágrábban szerzett vegyészmérnöki diplomát, ezután Párizsba, majd 1948-ban Venezuelába költözött, ahol üzletemberként tevékenykedett. 1948-ban Venezuelába érkezett, ahol bőrgyári vezető lett, majd 1951-ben saját kis kereskedelmi céget hozott létre Caracasban, a Proquimet. Amióta 1995-ben bezárt a caracasi magyar nagykövetség, Fenjves János rendkívüli felelősségtudattal és a mindenkori magyar érdekek legmesszebbmenő figyelembevételével képviselte Magyarországot és fedezte a tiszteletbeli konzulátus költségeit. Fenjves János tevékenységét a köztársasági elnök 1994-ben a Magyar Köztársasági Érdemrend tiszti-keresztje kitüntetéssel, a külügyminiszter 2007-ben a „Pro auxilio civium Hungarorum” emlékplakett adományozásával ismerte el. Halála után, Nyisztor Sándorné Jeszenszky-Kristoffy Judith, cserkész főparancsnok, egyetemi docens lett a tiszteletbeli konzul.
2006. október 21-én, Leopoldo López, Chacao kerület polgármestere avatta fel Caracasban azt a teret, amely mai napig a Magyar tér (Plaza Hungría) nevet viseli.
2007 karácsonyán, a Duna Televízió forgatott Venezuelában adventi, karácsonyi műsorokat. A főszereplő a Gazsó család volt, de főként a kedves Gazsó Gáborné Házos Enikő, aki több mint öt részben szerepelt. Kunckelné Fényes Ildikó a Latin-Amerikai Országos Magyar Szervezetek Szövetségének (LAMOSZSZ) elnöke családjával együtt egy epizódban vett részt. Kunckelné dengelegi Fényes Ildikó asszonynak a szülei, Fényes Iván és zborói Zboray Marianna voltak.
A kiskunhalasi születésű zsidó származású Gózon Imre (*1934), építészmérnök, 1956-ban vándorolt ki Venezuelába miután aktívan vett részt az 1956-os szabadságharcban. Eredetileg a "Grósz" néve született és "Gózon"-ra változtatta; szülei Grósz Ferenc (1900–1962), kiskunhalasi építészmérnök, és a debreceni születésű Szele Klára, aki a "Stern" néven született.-á Sikeres építésztevékenysége mellett, igen aktívan munkálkodott több évtizedig a venezuelai magyar kulturális ház elnökeként. 2010-ben vette át a Magyar Köztársasági Érdemrend lovagkeresztjét a venezuelai magyar közösség összetartása érdekében végzett tevékenysége elismeréseként.

### A római katolikus közösség
1954-ben pedig dr. Dolányi Géza ügyvéd, Dolányi-Kovács Alajos (1877–1963) fia, és Farkas Endre (1908–1994) vezérkari őrnagy megalapította a „Mindszenty Római Katolikus Egyház-közösséget” Sziklay Ödön, Ercsei László, Fröhlich Gyula és Siklósi Lajos közreműködésével. 1954-ben Farkas Endre maga elolvasta az indítványt; létrehozása után tagja lett a római katolikus világi tanácsnak, és az elkövetkező években közvetítő szerepet vállaló, tisztelt személyisége lett a kolóniának, ahol aktív és békítő szerepet játszott minden konfliktusban. A fent említett urak erőfeszítése eredményeként, már 1951-ben megérkezett Caracasba Pribusz György (1907–1972) lelkész, aki 1955-ig látta el a caracasi magyarok lelkipásztorozását, amikor egészségi okokból visszavonult. Pribusz György atya távozása után rövid ideig Borbély Béla Honor ferences szerzetes látta el a venezuelai magyarok római katolikus lelkipásztori teendőket, és őt uyanabban az évben, 1955-ben Dr. Nyisztor Zoltán, neves egyházi író követte, aki 1961-ig maradt plébánosként és korára való tekintettel a Vatikánba helyezték át. Átmeneti megoldásként Szabó István németországi plébános volt a venezuelai magyarok katolikus lelkésze még ugyanaz évben kapta meg kinevezését Dömötör Ede (1918–1976) ferences szerzetes, aki egyike volt a kolóniának legnagyobb tiszteletnek örvendő papja. Dömötör Ede 1961-től egészen haláláig 1976-ig szolgálta a közösséget plébánosként. Halála után Gróza József (1923–2006), római katolikus lelkész, 1977-től 2006-ig a venezuelai magyar Szent István plébániának a plébánosa.

### A református közösség
1948. december 24-én, az „El Trompillo” magyar menekültek táborában dr. Puky Pál (1904–1989) elsőként tartott református istentiszteletet az ottani magyarok számára. 1952 szeptemberében tartotta meg Pósfay György evangélikus lelkész az első hivatalos venezuelai istentiszteletét a caracasi Pedagógico Esperanza evangélikus iskola imatermében a Campo Alegre városrészben. A Lutheránus Világszövetség felszólítására érkezett az Amerikai Egyesült Államokból, hogy a venezuelai magyar evangélikusokat és reformátusokat szolgálja. A caracasi protestánsok már 1949-től fogva tartottak bibliaórát, hittanórát, istentiszteletet és vasárnapi iskolát. Dr. Nyerges Miklós gondnok irányításával alakult meg az első caracasi magyar protestáns egyházközség. 
Pósfay György lelkész folytatta és kiépítette a kezdett munkát, majd 1952 októberében megjelentette az Üzenet című egyházi lap első számát. A Lutheránus Világszövetség támogatásával La Castellanában a német, lett, skandináv és magyar gyülekezetek közösen építettek templomot, kápolnát, paplakokat, internátust belföldön lakó gyerekeknek Iglesia Evangélica Luterana en Venezuela La Resurrección névvel. Pribusz György katolikus pap testvéri szeretettel fogadta az újonnan érkezett protestáns lelkészt. Pósfay György 1971-ig szolgálta a venezuelai magyar és skandináv gyülekezeteket. E 19 év alatt rendszeresen prédikált Venezuela vidéki községeiben, egész Dél- és Közép-Amerika, valamint a Karib-térség magyarjai között. Az évek során több protestáns egyházi vezető látogatta meg a caracasi magyar gyülekezetet, köztük dr. Leskó Béla, a Buenos Aires-i Teológia rektora (Facultad Luterana de Teología, José C. Paz) és dr. Vajta Vilmos, világhírű teológus. Az egyház diakóniai munkája anyagi fedezetét a gyülekezet Lórántffy Zsuzsanna Nőegylete által szervezett évi őszi vásár bevétele tette és teszi mai napig lehetővé. A venezuelai MHKB (Magyar Harcosok Bajtársi Közössége) csoportjának az alapító tagja, valamint hosszú évekig vezetője és szervezője, Bartha Rudolf katonatiszt, akinek az apja, Bartha Albert, az egykori Magyar királyság volt honvédelmi minisztere volt.

### Mindszenty József hercegprímás látogatása
1975-ben, halála előtt Mindszenty József hercegprímás meglátogatta a venezuelai magyar kolóniát Farkas Endre személyes meghívására. Farkas Endre az emlékirataiban azt magyarázza, hogy „mikor hírt kaptam Bécsbe való kiszabadulásáról, azonnal egy hosszabb felkérő levelet küldtem itteni régebbi barátommal – Raffensperger Ferenccel – és meghívtuk ide Caracasba, hogy ismerje meg, hogyan élnek itt a hazánkból kimenekült katolikus és keresztény személyek békésen egymás mellett. Egyidejűleg egy kis fényképet is küldtem ünnepi ruhámban. Az itteni új fiú és leány cserkészcsapat vezetőiről is küldtem egy képet, melyen én is szerepelek Balthazár István, Raffensperger Ferenc, valamint az akkori lelkészünk, Dömötör Ede fehér miseruhában, és még több női és férfi személy. A Hercegprímás Őeminenciája, miután személyesen megismert és tudta, hogy milyen munkát végeztem katolikus érdekek szolgálatában, akkori katolikus lelkészünkön keresztül egy latin nyelvű levelet küldött nekem, melyben elismeri megmutatkozó érdemeimet… Miután az itteni római katolikus közösség meghívása után pár napra Bogotába kívánt repülni, írtam akkor már két gyermekemmel végleg élő feleségemnek, Klárinak. Felkértem fogadja a kardinális urat érkezésekor. Szervezze meg jól és előre, rövidebb ott a tartózkodása alatt jó kényelmes ellátását.” A hercegprímás 1975. április 10-én csütörtökön érkezett Caracasba, és április 21-én utazott el Bogotába, Kolumbiába. Az ünnepségek során megismerte az ottani venezuelai magyar kolóniát.Mindszenty látogatása után a kolónia hamarosan megnyitotta Kertész Tivadarné Edit asszony tervei szerint a magyar óvodát, aki annak első igazgatója is lett. Az óvoda 2007-ig működött, majd' 30 éven át, és így számos venezuelai magyar gyerek tanulta meg a magyar nyelvet. Az óvónénik közül Juhász Stefi, Móroczné Irén (Csicser néni) és Udvarosné Éva tanítottak. Bogotában Farkas Endre felesége, Lenz Klára, özvegy Lenz Józsefné Topits Klára, Lenz János, Istvánn és Ferenc, valamint Gróza József római katolikus plébános a kolumbia közösség nevében fogadta a hercegprímást és vendégül láttael. magyar közösséget képviselték. 1975. április 25-én volt Mindszenty az utolsó aktív napja Bogotában. Ezután visszautazott Bécsbe már igen gyenge egészséggel.

### Tekintélyes látogatói a venezuelai magyar közösségnek
1991 decemberében Göncz Árpád köztársasági elnök is megtisztelte látogatásával a kolóniát, akit a magyar kultúrházban is vendégül láttak.
1998-ban dr. Várszegi Asztrik bencés szerzetes, püspök, pannonhalmi főapát hivatalos látogatása alkalmával kereste fel a közösséget Caracasban.
2009-ben dr. Gubán Gyuláné Pintér Annamária a dunaújvárosi KREAKÉZ Népművészeti Stúdió vezetője meglátogatta a magyar házat, és szorgalmas kedves munkájával segítette a kolóniát. Jankovicsné Ádám Judit zenepedagógus, hegedűtanár is csatlakozott Annamáriához.
2009 őszén Gazda József erdélyi művészeti író, szociográfus, tankönyvíró Venezuelába utazott egy hétre, és előadást tartott a venezuelai magyar kultúrházban.
2010 januárban a volt magyar külügyminiszter, dr. Jeszenszky Géza látogatta meg a kolóniát, és előadást tartott az akkori politikai, szociális és gazdasági helyzetről Magyarországon. Nővére, Nyisztor Sándorné Jeszenszky-Kristoffy Judith asszony, a helyi tiszteletbeli magyar konzul volt. Jeszenszky Judith szülei, dr. Jeszenszky Zoltán (1895–1986) jogász, és Kobek Erzsébet (1903–1987) voltak.

## Hazatérés
Fontos oszlop még Diegóné Fedor Aliz, aki 30 éven keresztül volt a Gyöngyös-bokréta néptánccsoport vezetője, cserkésztiszt, s aki számos kulturális és karitatív munkát is végzett a közösségben. Utódja a csoport vezetésében Korsós Olívia, Magyar Kulturális Ház titkára. Kertész Zsuzsanna, az óvoda igazgatója édesanyja, Kertészné Edit után. Fedor Aliz 2010-ben Magyarországra költözött vissza és a közösségépitő munkásságát tovább folytatta. A Budapesten székelő és működő Venezuelai-Magyar Egyesület (VEHU) alapítóelnöke lett, amelyben főszervezői szerepet vállalt sok más venezuelai közreműködésével.
2018-19-ben több száz, gyakran vegyes házasságból származó, harmadik generációs magyar származású venezuelai állampolgár költözött Magyarországra a magyar kormány anyagi támogatásával. Nyelvtudás hiányában is azonnal állampolgárságot és szavazati jogot is kaptak, az első érkezők már a 2018-es országgyűlési választásokon is részt vettek.

## Egyéb érdekességek
2013. november 26-án a Budaörs vasútállomás melletti névtelen tér megkapta hivatalosan a „Lenz József tér” nevet; ezzel Lenz József kereskedelmi tanácsos lett az első kolumbiai-venezuelai magyar, akinek a tiszteletére Magyarországon közteret neveztek el.

## A Magyar Ház elnökei
- Dr. Betegh Péter: 1956–1957
- V. Somogyváry Mátyás: 1957–1958
- Dolányi Tibor: 1958–1959
- V. Somogyváry Mátyás: 1959–1960
- Lázár László: 1960–1962
- Dr. Fröhlich Lajos: 1962–1964
- Dr. Kezes Béla: 1964–1966
- Szotyori Nagy Tibor: 1966–1967
- Dr. Vladár Pál: 1967–1969
- Lázár László: 1969–1970
- Dr. Muslay István: 1970–1971
- Dr. Vladár Pál: 1971–1974
- Szotyori Nagy Tibor: 1974-ben
- Dr. Vladár Pál: 1976-ban
- Dr. Gazsó Gabriel: 1976–1980
- Dozsa Ferenc: 1980–1984
- Muraközy Ádám: 1984–1996
- Kertész Zsuzsanna: 1996–1998
- Horváth Arno: 1998–2004
- Gózon Imre: 2004 óta

## Jelentősebb venezuelai magyar személyiségek
- Betegh Péter, csíktusnádi (Egeres, 1884. május 30. - Venezuela, Caracas, 1969. február 1.), gyógynövénytermesztő, gyáros, a venezuelai Magyar Kulturális Ház elnöke
- Csilla von Boeselager báróné (Budapest, 1941. május 17. – Arnsberg, Németország,  1994. február 23.), a Magyar Máltai Szeretetszolgálat alapítója
- Csík Vera (1935), venezuelai magyar szobrászművész, aki kerámia- és bronzalkotásaival nemzetközi elismertségre tett szert.
- Dolányi Tibor (Budapest, 1909. május 27. – Caracas, Venezuela, 1973. július 2.), mérnök, a Venezuelai Magyar Ház elnöke 1958. és 1959. között.
- Dömötör Ede (Budapest, 1918. július 29.–Caracas, 1976. április 12.), római katolikus lelkész, 1961-től 1976-ig a venezuelai magyar Szent István plébániának a plébánosa.
- Farkas Ákos András, boldogfai (Caracas, Venezuela, 1985. május 22.), okleveles nemzetközi politológus, okleveles középkori történész, a Magyar Történelmi Családok Egyesülete genealógiai bizottságának a tagja, a Venezuelai-Magyar Egyesület (VEHU) elnökségi tagja, az MHGTnek a tagja, a Magyarország Barátai Alapítványnak (Friends of Hungary Foundation) a tagja.
- Farkas Endre, boldogfai (Nova, 1908. október 6. – Caracas, Venezuela, 1994. november 18.), magyar krályi vezérkari őrnagy, magyarországi nagybirtokos, a venezuelai magyar „Mindszenty római katolikus egyházközösség”  alapítója 1954-ben, a venezuelai magyar római katolikus világi egyházi tanács tagja, a venezuelai MHBK-nak alapító tagja.
- Diegóné Fedor Aliz, a Venezuelai-Magyar Egyesület (VEHU) alapítóelnöke, egyetemi tanár, fordító, tolmács, a szakszókincstan kutató
- Nicolás Fedor (Miku) labdarúgó
- Fenjves János (Szabadka, 1924. január 27. – Caracas, 2012. november 5.), vegyészmérnök, vállalkozó, Magyarország venezuelai tiszteletbeli főkonzulja, a Magyar Köztársasági Érdemrend tiszti-kereszt tulajdonosa.
- Kunckel Dietrichné Fényes Ildikó, dengelegi (Budapest, 1937. október 11.–Budapest, 2021. november 28.), egyetemi docens, a Venezuelai magyar kataszter bizottság elnöke, a LAMOSSZ elnöke
- dr. Fröhlich Lajos (Budapest, 1909. január 30. –Caracas, 1974. augusztus 2.), klinikai orvos, a venezuelai magyar ház elnöke 1962 és 1964 között, a venezuelai magyar római katolikus egyház tanácsának elnöke.
- Catherine Fulop (Caracas, 1965. március 11. –), modell, színész
- dr. Gazsó Gabriel (Budapest, 1935. április 6. – Caracas, Venezuela, 2022. október 28.), fényképész, egyetemi docens, jogász
- Dr. Gazsó Gáborné Házos Enikő (Passau, 1946. augusztus 11.–Caracas, Venezuela, 2020. április 20.), 15 évig a caracasi magyar Ráskay Lea női cserkészcsapat vezetője, a caracasi "Gyöngyösbokréta" néptáncegyüttes egyik vezetője és alapítója, a venezuelai magyar közösség és a magyarság érdekében igen szorgalmas dolgozója.
- Gózon Imre (Kiskunhalas, 1934. április 6.), építészmérnök, a venezuelai magyar kulturális ház elnöke, Magyar Köztársasági Érdemrend lovagkereszt tulajdonosa, 1956-os szabadságharcos
- Gózon Francisco (*1964) Balázs Béla-díjas (1997) venezuelai magyar operatőr, filmrendező, egyetemi tanár.
- Gróza József (Nagyvárad, 1923. szeptember 15.–Caracas, 2006. szeptember 11.), római katolikus lelkész, 1977-től 2006-ig a venezuelai magyar Szent István plébániának a plébánosa.
- Carolina Izsák (Caracas, 1971. szeptember 21. –), szépségkirálynő
- Lenz Klára, boldogfai Farkas Endréné (Budapest, 1924. június 30. –Madrid, 2013. február 16.),  gobelinművész
- Lőte Éva, illyefalvi, temesszlatinai Brinzey Györgyné (Kolozsvár, 1906. december 30. – Caracas, Venezuela, 1966. október 25.), szobrász, művei a szegedi Hősök kapuját ékesítik.
- Nyerges Miklós mérnök, aki Dél-Venezuelát kapcsolta Brazíliához egy hatalmas autópálya rendszerrel
- Jeszenszky-Kristóffy Judith, nagyjeszeni, kápolnoki Nyisztor Sándorné (Budapest, 1934. december 19. –), egyetemi docens, cserkész főparancsnok, tiszteletbeli konzul
- Szabadicsné Regényi Irén festőművész
- szotyori Nagy Tibor (Miskolc, 1920. március 3.–Caracas, 1995. július 1.), a venezuelai magyar református egyház presbitere, venezuelai magyar ház elnöke 1966 és 1967 között, majd 1974-ben, a venezuelai magyar cserkészet parancsnoka, a Caribi Újság szerkesztője.
- Pribusz György (Bodrogszerdahely, Zemplén vm., 1907. január 3.-Württenberg, NSZK, 1972. szeptember 3.): plébános, lelkész, 1951 és 1955 között a venezuelai magyar Szent István plébániának a plébánosa.
- dr. Vladár Ervin, muthnai és nagycsépcsényi (Bánfalva, 1897. május 24.–Caracas, Venezuela, 1984. július 11.), magyar királyi genfi főkonzul, Caracasi Magyar Történelmi Társaság alapítóelnöke, a Magyarok Világszövetsége venezuelai tagozatának elnöke.
- dr. Vladár Pál, muthnai és nagycsépcsényi (Budapest, 1925. augusztus 12.–Caracas, 2013. december 24.), a venezuelai Magyar Ház elnöke 1967 és 1969, valamint 1971 és 1974 között, majd 1976-ban is, a venezuelai Magyar Történelmi Társaság Elnöke, a venezuelai református egyház gondnoka.[8][9][10]

## Elérhetőségek és fontos adatok
Venezuelai Magyar Kultúrház: Jelenlegi elnök: Gózon Imre. Lakcím: Los Chorros, Ave. Alvarez Michaud 4. Telefon: +58 212 2353489. E-mail: magyarhaz.caracas@gmail.com